# Sevilla Fútbol Club 2020-2021
Questa voce raccoglie le informazioni riguardanti il Sevilla Fútbol Club nelle competizioni ufficiali della stagione 2020-2021.

## Maglie e sponsor
Il fornitore ufficiale di materiale tecnico per la stagione 2020-2021 è Nike
|  | Casa | Trasferta |

## Rosa
| N. |                        | Ruolo | Calciatore     |
| -- | ---------------------- | ----- | -------------- |
| 1  | Rep. Ceca (bandiera)   | P     | Tomáš Vaclík   |
| 2  | Francia (bandiera)     | D     | Joris Gnagnon  |
| 3  | Spagna (bandiera)      | D     | Sergi Gómez    |
| 4  | Paesi Bassi (bandiera) | D     | Karim Rekik    |
| 5  | Argentina (bandiera)   | A     | Lucas Ocampos  |
| 6  | Serbia (bandiera)      | C     | Nemanja Gudelj |
| 7  | Spagna (bandiera)      | A     | Suso           |
| 8  | Spagna (bandiera)      | C     | Joan Jordán    |
| 9  | Paesi Bassi (bandiera) | A     | Luuk de Jong   |
| 10 | Croazia (bandiera)     | C     | Ivan Rakitić   |
| 11 | Spagna (bandiera)      | A     | Munir          |
| 12 | Francia (bandiera)     | D     | Jules Koundé   |
| 13 | Marocco (bandiera)     | P     | Bono           |

| N. |                        | Ruolo | Calciatore                      |
| -- | ---------------------- | ----- | ------------------------------- |
| 14 | Spagna (bandiera)      | C     | Óscar Rodríguez Arnaiz          |
| 15 | Marocco (bandiera)     | A     | Youssef En-Nesyri               |
| 16 | Spagna (bandiera)      | C     | Jesús Navas (capitano)          |
| 17 | Spagna (bandiera)      | C     | Aleix Vidal                     |
| 18 | Spagna (bandiera)      | D     | Sergio Escudero (vice capitano) |
| 19 | Argentina (bandiera)   | C     | Marcos Acuña                    |
| 20 | Brasile (bandiera)     | D     | Diego Carlos                    |
| 21 | Spagna (bandiera)      | C     | Óliver Torres                   |
| 22 | Argentina (bandiera)   | C     | Franco Vázquez                  |
| 23 | Paesi Bassi (bandiera) | A     | Oussama Idrissi                 |
| 24 | Argentina (bandiera)   | A     | Alejandro Gómez                 |
| 25 | Brasile (bandiera)     | C     | Fernando                        |
| 31 | Spagna (bandiera)      | P     | Javi Díaz                       |

## Calciomercato

### Sessione estiva
| Acquisti         | Acquisti          | Acquisti         | Acquisti                     |
| R.               | Nome              | da               | Modalità                     |
| ---------------- | ----------------- | ---------------- | ---------------------------- |
| A                | Suso              | Milan            | definitivo (21,7 milioni €)  |
| C                | Óscar Rodríguez   | Real Madrid      | definitivo (13,5 milioni €)  |
| A                | Oussama Idrissi   | AZ Alkmaar       | definitivo (12 milioni €)    |
| D                | Marcos Acuña      | Sporting Lisbona | definitivo (11,25 milioni €) |
| P                | Bono              | Girona           | definitivo (4 milioni €)     |
| C                | Ivan Rakitić      | Barcellona       | definitivo (3,5 milioni €)   |
| Altre operazioni |                   |                  |                              |
| R.               | Nome              | da               | Modalità                     |
| A                | Bryan Gil         | Leganés          | fine prestito                |
| D                | Simon Kjær        | Milan            | fine prestito                |
| C                | Roque Mesa        | Leganés          | fine prestito                |
| C                | Ibrahim Amadou    | Leganés          | fine prestito                |
| D                | Joris Gnagnon     | Rennes           | fine prestito                |
| D                | Alejandro Pozo    | Maiorca          | fine prestito                |
| A                | Aleix Vidal       | Alavés           | fine prestito                |
| A                | Carlos Fernández  | Granada          | fine prestito                |
| D                | Sébastien Corchia | Espanyol         | fine prestito                |
| P                | Juan Soriano      | Leganés          | fine prestito                |
| A                | Marc Gual         | Real M. Castilla | fine prestito                |
| C                | Giorgi Aburjania  | Twente           | fine prestito                |

| Cessioni         | Cessioni          | Cessioni            | Cessioni                    |
| R.               | Nome              | da                  | Modalità                    |
| ---------------- | ----------------- | ------------------- | --------------------------- |
| P                | Sergio Rico       | Paris Saint-Germain | definitivo (6 milioni €)    |
| D                | Simon Kjær        | Milan               | definitivo (3,68 milioni €) |
| C                | Éver Banega       | Al-Shabab           | gratuito                    |
| C                | Roque Mesa        | Real Valladolid     | gratuito                    |
| C                | Giorgi Aburjania  | Real Oviedo         | gratuito                    |
| A                | Marc Gual         | Alcorcón            | gratuito                    |
| A                | Rony Lopes        | Nizza               | prestito                    |
| A                | Bryan Gil         | Eibar               | prestito                    |
| C                | Ibrahim Amadou    | Angers              | prestito                    |
| D                | Alejandro Pozo    | Eibar               | prestito                    |
| P                | Juan Soriano      | Malaga              | prestito                    |
| A                | José Lara         | Deportivo La Coruña | prestito                    |
| D                | Juan Berrocal     | Mirandés            | prestito                    |
| D                | Sébastien Corchia |                     | svincolato                  |
| Altre operazioni |                   |                     |                             |
| R.               | Nome              | a                   | Modalità                    |
| D                | Sergio Reguilón   | Real Madrid         | fine prestito               |
| A                | Suso (calciatore) | Milan               | fine prestito               |
| P                | Bono              | Girona              | fine prestito               |

### Sessione invernale
| Acquisti | Acquisti        | Acquisti | Acquisti                   |
| R.       | Nome            | da       | Modalità                   |
| -------- | --------------- | -------- | -------------------------- |
| A        | Alejandro Gómez | Atalanta | definitivo (6,4 milioni €) |

| Cessioni | Cessioni         | Cessioni      | Cessioni                  |
| R.       | Nome             | da            | Modalità                  |
| -------- | ---------------- | ------------- | ------------------------- |
| A        | Carlos Fernández | Real Sociedad | definitivo (10 milioni €) |
| A        | Oussama Idrissi  | Ajax          | prestito                  |

## Risultati

### Primera División

#### Girone di andata
| Arbitro: | Estrada Fernández |

|                        |           |  |
| Á. Correa 17’ Saúl 76’ | Marcatori |  |

| Arbitro: | Alberola Rojas |

|                           |           |  |
| En-Nesyri 43’ Vázquez 89’ | Marcatori |  |

| Arbitro: | Medié Jiménez |

|           |           |                                        |
| Salvi 48’ | Marcatori | 65’ L. de Jong 90’ Munir 90+4’ Rakitić |

| Arbitro: | Estrada Fernández |

|                 |           |  |
| En-Nesyri 90+2’ | Marcatori |  |

| Arbitro: | Gil Manzano |

|              |           |               |
| Coutinho 10’ | Marcatori | 8’ L. de Jong |

| Arbitro: | González Fuertes |

|                |           |  |
| Y. Herrera 82’ | Marcatori |  |

| Arbitro: | Hernández Hernández |

|  |           |          |
|  | Marcatori | 41’ Kike |

| Arbitro: | Del Cerro Grande |

|                       |           |              |
| Munian 76’ Sancet 86’ | Marcatori | 9’ En-Nesyri |

| Arbitro: | Martínez Munuera |

|  |           |                    |
|  | Marcatori | 59’ (rig.) Ocampos |

| Arbitro: | Soto Grado |

|                                                  |           |                           |
| Koundé 5’ En-Nesyri 45+3’ Escudero 85’ Munir 87’ | Marcatori | 10’ Iago Aspas 36’ Nolito |

| Arbitro: | Martínez Munuera |

|  |           |               |
|  | Marcatori | 83’ En-Nesyri |

| Arbitro: | Sánchez Martínez |

|  |           |                   |
|  | Marcatori | 55’ (aut.) Bounou |

| Arbitro: | Martínez Munuera |

|  |           |                    |
|  | Marcatori | 81’ (aut.) Etxeita |

| Arbitro: | Gil Manzano |

|                    |           |                 |
| Ocampos 31’ (rig.) | Marcatori | 87’ Raúl García |

| Arbitro: | Pizarro Gómez |

|  |           |          |
|  | Marcatori | 81’ Suso |

| Arbitro: | Soto Grado |

|                                 |           |  |
| Ocampos 8’ (rig.) En-Nesyri 53’ | Marcatori |  |

| Arbitro: | Del Cerro Grande |

|                    |           |          |
| Canales 51’ (rig.) | Marcatori | 48’ Suso |

| Arbitro: | Soto Grado |

|                       |           |                                 |
| En-Nesyri 4’, 7’, 46’ | Marcatori | 5’ (aut.) Diego Carlos 14’ Isak |

| Arbitro: | De Mera Escuderos |

|               |           |                       |
| É. Méndez 12’ | Marcatori | 3’ En-Nesyri 30’ Suso |

#### Girone di ritorno
| Arbitro: | Cuadra Fernández |

|                         |           |  |
| En-Nesyri 35’, 39’, 62’ | Marcatori |  |

| Arbitro: | Sánchez Martínez |

|  |           |                               |
|  | Marcatori | 28’ (rig.) Ocampos 55’ Jordán |

| Arbitro: | Martínez Munuera |

|                                      |           |  |
| Munir 67’ A. Gómez 87’ En-Nesyri 89’ | Marcatori |  |

| Arbitro: | Medié Jiménez |

|           |           |  |
| Munir 57’ | Marcatori |  |

| Arbitro: | Alberola Rojas |

|  |           |                                 |
|  | Marcatori | 19’ Diego Carlos 49’ L. de Jong |

| Arbitro: | Hernández Hernández |

|  |           |                       |
|  | Marcatori | 29’ Dembélé 85’ Messi |

| Arbitro: | Pizarro Gómez |

|                       |           |                |
| Guti 70’ Carrillo 76’ | Marcatori | 90’ L. de Jong |

| Arbitro: | Mateu Lahoz |

|               |           |  |
| En-Nesyri 27’ | Marcatori |  |

| Arbitro: | Estrada Fernández |

|                     |           |              |
| Orellana 44’ (rig.) | Marcatori | 90+4’ Bounou |

| Arbitro: | Gil Manzano |

|           |           |  |
| Acuña 70’ | Marcatori |  |

| Arbitro: | Hernández Hernández |

|                                     |           |                                                 |
| Iago Aspas 20’ (rig.) B. Méndez 43’ | Marcatori | 7’ Koundé 35’ Fernando 60’ Rakitić 76’ A. Gómez |

| Arbitro: | Pizarro Gómez |

|  |           |               |
|  | Marcatori | 53’ En-Nesyri |

| Arbitro: | De Burgos Bengoetxea |

|                         |           |             |
| Rakitić 16’ Ocampos 53’ | Marcatori | 90’ Soldado |

| Arbitro: | Hernández Hernández |

|                                     |           |                                                 |
| Iago Aspas 20’ (rig.) B. Méndez 43’ | Marcatori | 7’ Koundé 35’ Fernando 60’ Rakitić 76’ A. Gómez |

| Arbitro: | Gil Manzano |

|  |           |                 |
|  | Marcatori | 90’ I. Williams |

| Arbitro: | Martínez Munuera |

|                          |           |                                 |
| Asensio 67’ Hazard 90+4’ | Marcatori | 22’ Fernando 78’ (rig.) Rakitić |

| Arbitro: | Estrada Fernández |

|               |           |  |
| En-Nesyri 66’ | Marcatori |  |

| Arbitro: | Cuadra Fernández |

|                                |           |  |
| Bacca 34’, 47’, 79’ Moreno 68’ | Marcatori |  |

| Arbitro: | De Mera Escuderos |

|                |           |  |
| A. Gómez 90+2’ | Marcatori |  |

### Copa del Rey
| Arbitro: | Alberola Rojas |

|  |           |                                           |
|  | Marcatori | 2’ Óscar 14’ L. de Jong 45’ (rig.) Jordán |

| Arbitro: | De Mera Escuderos |

|  |           |                             |
|  | Marcatori | 45+1’ Óscar 47’ (aut.) Lara |

| Arbitro: | González Fuertes |

|  |           |             |
|  | Marcatori | 96’ Ocampos |

| Arbitro: | Del Cerro Grande |

|                                 |           |  |
| L. de Jong 20’, 33’ Rakitić 38’ | Marcatori |  |

| Arbitro: | Estrada Fernández |

|  |           |             |
|  | Marcatori | 67’ Ocampos |

| Arbitro: | Mateu Lahoz |

|                        |           |  |
| Koundé 25’ Rakitić 85’ | Marcatori |  |

| Arbitro: | Sánchez Martínez |

|                                         |           |  |
| Dembélé 12’ Piqué 90+4’ Braithwaite 95’ | Marcatori |  |

### UEFA Champions League

#### Fase a gironi
| Londra 20 ottobre 2020, ore 21:00 CEST 1ª giornata | Chelsea | 0 – 0 referto | Siviglia | Stamford Bridge (0 spett.)\| Arbitro: \| Massa \| |
| Arbitro:                                           | Massa   |               |          |                                                   |

| Arbitro: | Çakır |

|             |           |  |
| de Jong 55’ | Marcatori |  |

| Arbitro: | Brych |

|                                |           |                                |
| Rakitić 42’ En-Nesyri 69’, 72’ | Marcatori | 17’ Sulejmanov 21’ (rig.) Berg |

| Arbitro: | Guida |

|               |           |                        |
| Wanderson 56’ | Marcatori | 4’ Rakitić 90+5’ Munir |

| Arbitro: | Soares Dias |

|  |           |                                 |
|  | Marcatori | 8’, 54’, 74’, 83’ (rig.) Giroud |

| Arbitro: | Bartosz Frankowski |

|                   |           |                                 |
| Rutter 86’ (rig.) | Marcatori | 32’ Koundé 45+2’, 81’ En-Nesyri |

#### Fase ad eliminazione diretta
| Arbitro: | Makkelie |

|                     |           |                            |
| Suso 7’ de Jong 84’ | Marcatori | 19’ Dahoud 27’, 43’ Håland |

| Arbitro: | Çakır |

|                        |           |                             |
| Håland 35’, 54’ (rig.) | Marcatori | 69’ (rig.), 90+6’ En-Nesyri |

### Supercoppa UEFA
| Arbitro: | Anthony Taylor |

|                                 |           |                    |
| Goretzka 34’ Javi Martínez 104’ | Marcatori | 13’ (rig.) Ocampos |

## Statistiche

### Statistiche di squadra
| Competizione     | Punti | In casa | In casa | In casa | In casa | In casa | In casa | In trasferta | In trasferta | In trasferta | In trasferta | In trasferta | In trasferta | Totale | Totale | Totale | Totale | Totale | Totale | DR  |
| Competizione     | Punti | G       | V       | N       | P       | Gf      | Gs      | G            | V            | N            | P            | Gf           | Gs           | G      | V      | N      | P      | Gf     | Gs     | DR  |
| ---------------- | ----- | ------- | ------- | ------- | ------- | ------- | ------- | ------------ | ------------ | ------------ | ------------ | ------------ | ------------ | ------ | ------ | ------ | ------ | ------ | ------ | --- |
| Liga             | 77    | 19      | 14      | 1       | 4       | 27      | 11      | 19           | 10           | 4            | 5            | 26           | 22           | 38     | 24     | 5      | 9      | 53     | 33     | +20 |
| Coppa del Re     | -     | 2       | 2       | 0       | 0       | 5       | 0       | 5            | 4            | 0            | 1            | 7            | 3            | 7      | 6      | 0      | 1      | 12     | 3      | +9  |
| Champions League | 13    | 4       | 2       | 0       | 2       | 6       | 9       | 4            | 2            | 2            | 0            | 7            | 4            | 8      | 4      | 2      | 2      | 13     | 13     | 0   |
| Supercoppa UEFA  | -     | 0       | 0       | 0       | 0       | 0       | 0       | 0            | 0            | 0            | 0            | 0            | 0            | 1      | 0      | 0      | 1      | 1      | 2      | -1  |
| Totale           | -     | 25      | 18      | 1       | 6       | 38      | 20      | 28           | 16           | 6            | 6            | 40           | 29           | 54     | 34     | 7      | 13     | 79     | 51     | +28 |